# Montenegro (Granada)
Montenegro es un despoblado español perteneciente al municipio de Alpujarra de la Sierra, en la provincia de Granada, comunidad autónoma de Andalucía. Está situado en la parte centro-este de la comarca de la Alpujarra Granadina. A nueve kilómetros del límite con la provincia de Almería, cerca de sus ruinas se encuentran los núcleos de Yátor, Cádiar, Mecina Bombarón y El Golco.
La entidad, que fue propiedad de Abén Aboo, está formada por un antiguo caserío ubicado sobre un cerro. De su patrimonio destaca la ermita de la Virgen de Fátima, donde se celebraba una romería cada 13 de mayo.

## Demografía
Según el Instituto Nacional de Estadística de España, en el año 2022 Montenegro no contaba con ningún habitante censado.

### Evolución de la población
| Gráfica de evolución demográfica de Montenegro entre 2012 y 2022 |
|                                                                  |
| Datos según el nomenclátor publicado por el INE.                 |